# Asota andamana
Asota andamana là một loài bướm đêm trong họ Erebidae.